# Hôtel Planté
L'hôtel Planté est une maison bourgeoise située à Mont-de-Marsan devenue le siège actuel du Conseil départemental des Landes.

## Présentation
L'hôtel Planté est situé au n°23 rue Victor-Hugo, face à la préfecture des Landes. Il occupe la plus grande partie de l'îlot compris entre les rues Victor Hugo et Lacataye et bordé à l'ouest par l'église de la Madeleine.

### Historique
XIXe siècle
Cet hôtel particulier est construit en 1864 sous le Second Empire par Fortis Adolphe Marrast (1802-1881), négociant enrichi grâce au commerce des céréales et de l'armagnac au port de Mont-de-Marsan. Marrast, tour à tour maire de Mont-de-Marsan (1852-1858) et conseiller général des Landes (1858-1866), fait de ce bâtiment sa demeure. A son décès, il le lègue à son filleul et neveu de sa défunte épouse, le pianiste Francis Planté, qui laissera son nom à l'édifice.
XXe siècle
En 1914, quand débute la Première Guerre mondiale, le lycée Victor Duruy est transformé en hôpital militaire pour soigner les prisonniers de guerre allemands éloignés du front. Les cours sont assurés un temps aux lycéens à l'hôtel Planté, parmi d'autres lieux.
La demeure est acquise en 1938 par le Département des Landes. Pendant la Seconde Guerre mondiale, la ville de Mont-de-Marsan est occupée à partir du 27 juin 1940. Entre septembre et octobre 1940, la commission de désarmement et la sous-commission de l'armistice s'installent dans cette maison. La libération de Mont-de-Marsan a lieu le 21 août 1944 avec la bataille du pont de Bats.
En 1975, le Conseil général des Landes la restaure  pour s'y installer le 6 décembre de cette année-là, avant de l'agrandir et restaurer à nouveau en 1982 et 2002. Avant 1975, les séances du Conseil général se tenaient dans la salle Duplantier de la Préfecture des Landes.

## Galerie

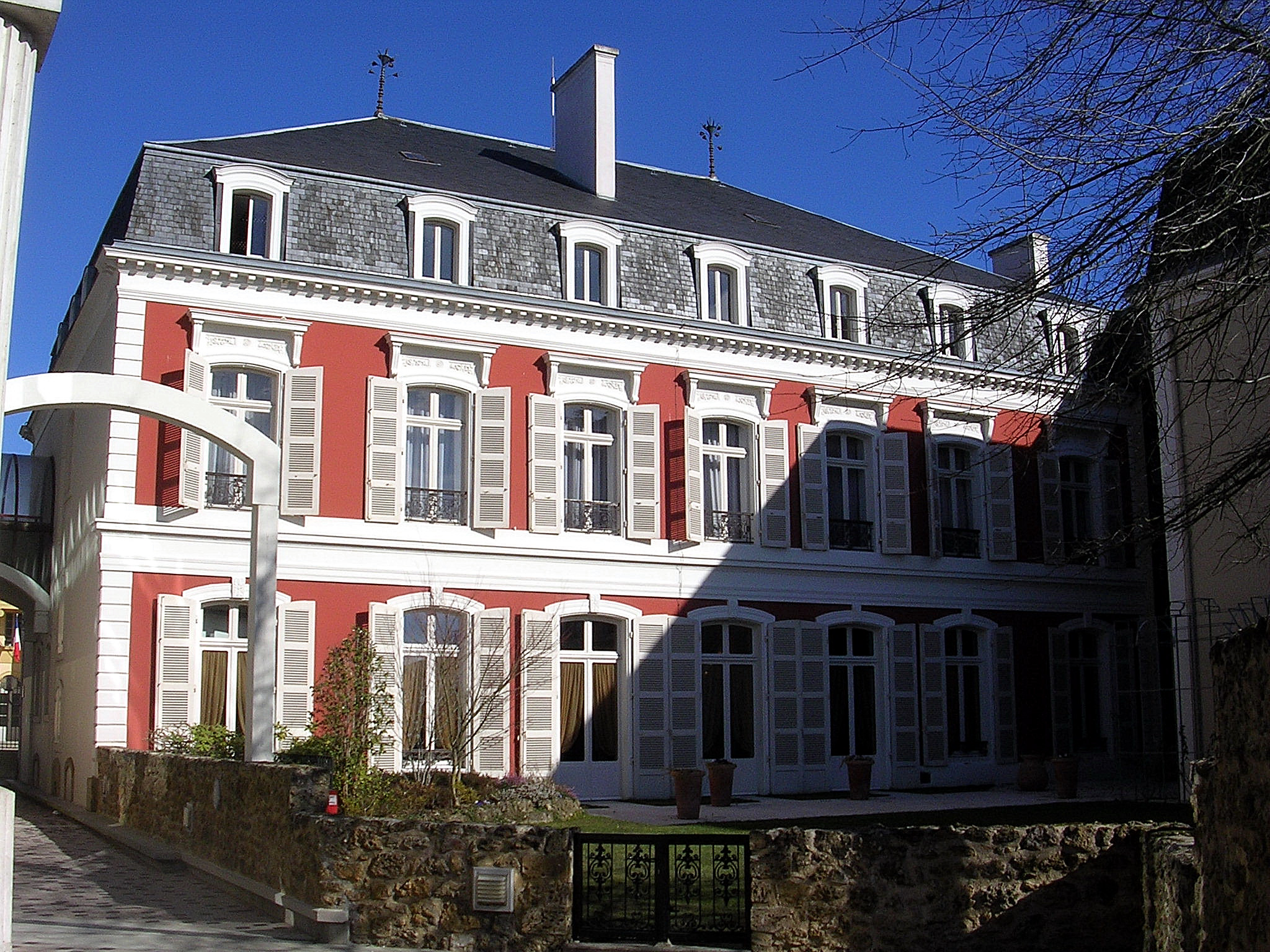
Hôtel Planté, côté jardin.
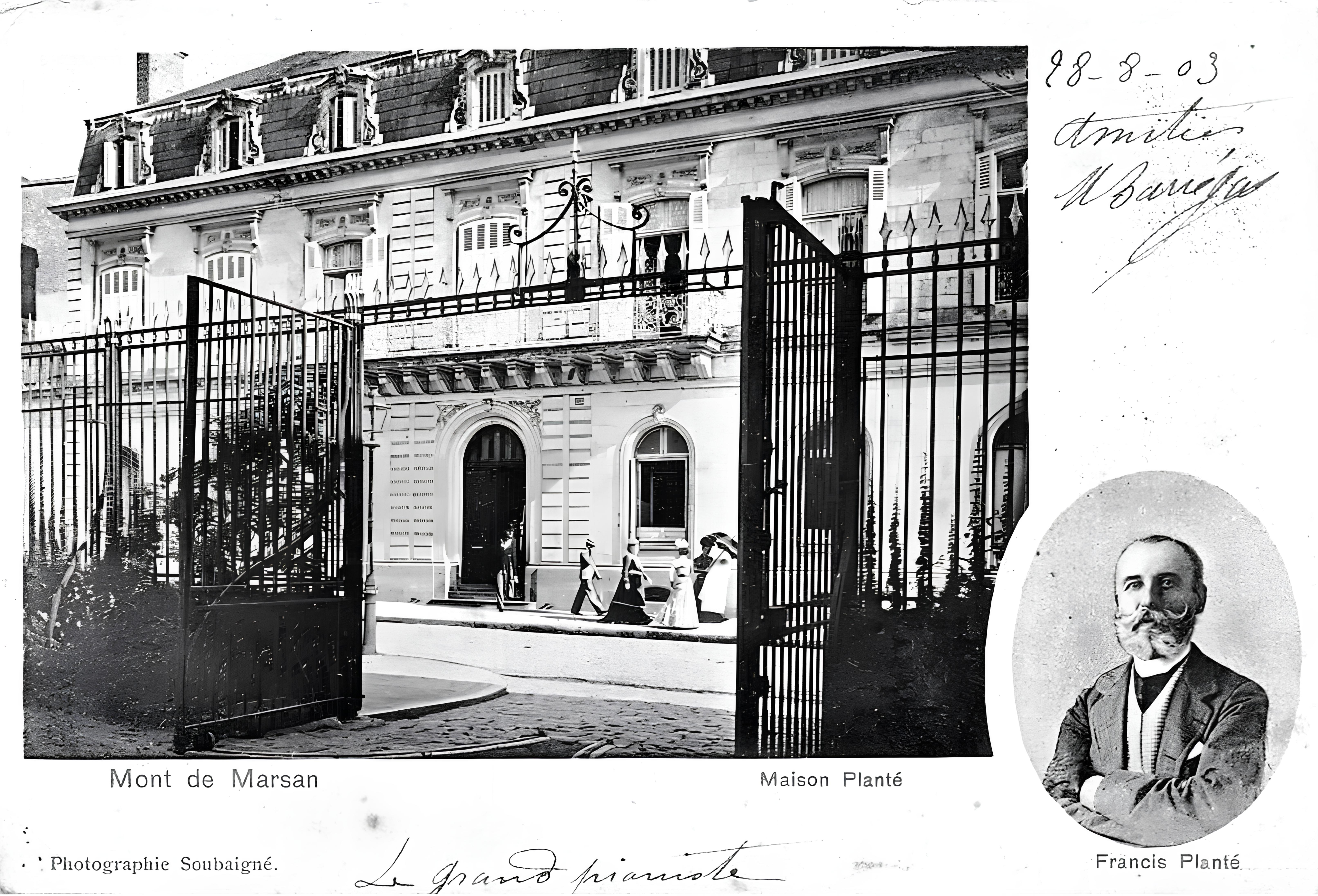
Photo ancienne de l'hôtel Planté, vu de la cour de la Préfecture des Landes. Francis Planté est en médaillon.
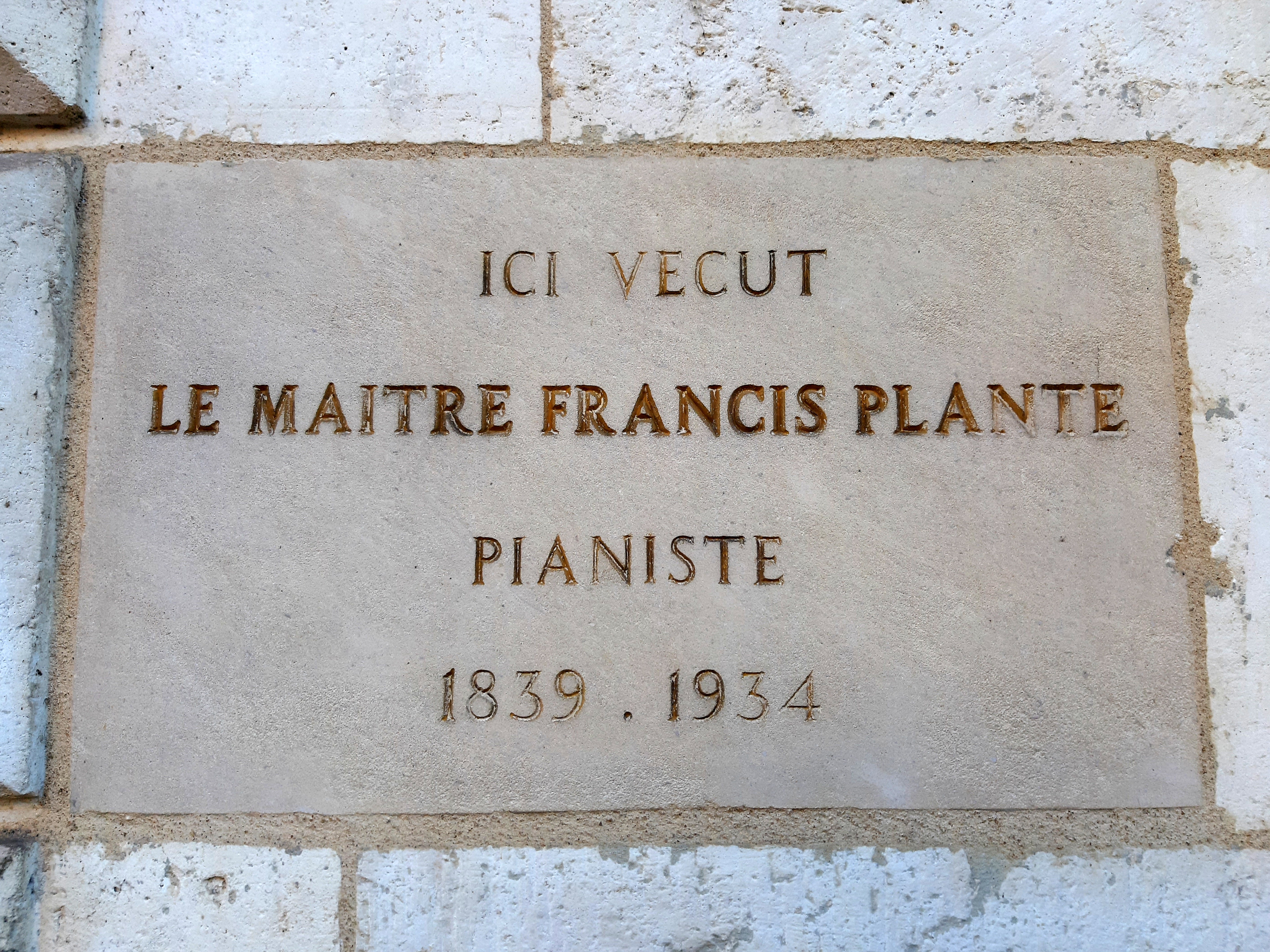
Plaque commémorative en façade de l'hôtel Planté.